# Koen Verweij
Koen Verweij (Alkmaar, 26 de agosto de 1990) es un deportista neerlandés que compitió en patinaje de velocidad sobre hielo. 
Participó en dos Juegos Olímpicos de Invierno, obteniendo en total cuatro medallas, oro y plata en Sochi 2014, en las pruebas de persecución por equipos (junto con Jan Blokhuijsen y Sven Kramer) y 1500 m, y dos bronces en Pyeongchang 2018, en persecución por equipos (con Patrick Roest, Jan Blokhuijsen y Sven Kramer) y salida en grupo.
Ganó dos medallas en el Campeonato Mundial de Patinaje de Velocidad sobre Hielo, oro en 2014 y bronce en 2012 y cinco medallas en el Campeonato Mundial de Patinaje de Velocidad sobre Hielo en Distancia Individual entre los años 2011 y 2015.
Además, obtuvo tres medallas en el Campeonato Europeo de Patinaje de Velocidad sobre Hielo entre los años 2011 y 2015, y una medalla de bronce en el Campeonato Europeo de Patinaje de Velocidad sobre Hielo en Distancia Individual de 2018.

## Palmarés internacional
| Juegos Olímpicos                           | Juegos Olímpicos            | Juegos Olímpicos  | Juegos Olímpicos        |
| Año                                        | Lugar                       | Medalla           | Prueba                  |
| ------------------------------------------ | --------------------------- | ----------------- | ----------------------- |
| 2014                                       | Sochi (Rusia)               | Medalla de oro    | Persecución por equipos |
| 2014                                       | Sochi (Rusia)               | Medalla de plata  | 1500 m                  |
| 2018                                       | Pyeongchang (Corea del Sur) | Medalla de bronce | Persecución por equipos |
| 2018                                       | Pyeongchang (Corea del Sur) | Medalla de bronce | Salida en grupo         |
| Campeonato Mundial                         |                             |                   |                         |
| Año                                        | Lugar                       | Medalla           | Prueba                  |
| 2012                                       | Moscú (Rusia)               | Medalla de bronce | Clasificación general   |
| 2014                                       | Heerenveen (Países Bajos)   | Medalla de oro    | Clasificación general   |
| Campeonato Mundial en Distancia Individual |                             |                   |                         |
| Año                                        | Lugar                       | Medalla           | Prueba                  |
| 2011                                       | Inzell (Alemania)           | Medalla de oro    | Persecución por equipos |
| 2012                                       | Heerenveen (Países Bajos)   | Medalla de oro    | Persecución por equipos |
| 2013                                       | Sochi (Rusia)               | Medalla de oro    | Persecución por equipos |
| 2015                                       | Heerenveen (Países Bajos)   | Medalla de oro    | Persecución por equipos |
| 2015                                       | Heerenveen (Países Bajos)   | Medalla de bronce | 1500 m                  |
| Campeonato Europeo                         |                             |                   |                         |
| Año                                        | Lugar                       | Medalla           | Prueba                  |
| 2011                                       | Collalbo (Italia)           | Medalla de bronce | Clasificación general   |
| 2014                                       | Hamar (Noruega)             | Medalla de plata  | Clasificación general   |
| 2015                                       | Cheliábinsk (Rusia)         | Medalla de plata  | Clasificación general   |
| Campeonato Europeo en Distancia Individual |                             |                   |                         |
| Año                                        | Lugar                       | Medalla           | Prueba                  |
| 2018                                       | Kolomna (Rusia)             | Medalla de bronce | 1500 m                  |